# William N’Gounou
William Tonji N’Gounou, auch Ngounou (* 31. Juli 1983 in Bangangté, Kamerun) ist ein nigrischer Fußballspieler. Er war von 2011 bis 2013 als Stürmer für die nigrische Fußballnationalmannschaft aktiv.

## Laufbahn
William N’Gounou begann seine Profikarriere im Jahr 2000 beim kamerunischen Verein Kadji Sports Academy in Douala. Dort blieb er bis 2003, als er zum nigrischen Verein ASFAN Niamey kam. 2008 wechselte er zum schwedischen Verein Malmö Anadolu BI, der ab Ende der Spielzeit 2008 unter dem Namen FC Rosengård firmierte. Dort bestritt N’Gounou 53 Ligaspiele. Er wechselte 2011 zum ebenfalls in Malmö beheimateten IF Limhamn Bunkeflo, wo er an 29 Ligaspielen teilnahm. Seit 2013 steht er beim schwedischen Verein KSF Prespa Birlik unter Vertrag.
Für die nigrische Auswahl debütierte N’Gounou 2011. Er bestritt bis zu seinem Rückzug aus der Nationalmannschaft im Jahr 2013 17 Länderspiele.